# Schéma régional biomasse
Un « Schéma régional biomasse » (SRB ou SRBiomasse) doit être en France construit dans chacune des « nouvelles régions françaises » conjointement par les services déconcentrés de l'État et ces Régions pour fixer « des orientations » et planifier « des actions régionales concernant les filières de production et de valorisation de la biomasse susceptible d'avoir un usage énergétique ». 
Dans le cadre de la transition énergétique et d'une économie circulaire, il vise une mobilisation accrue des ressources en biomasse-énergie dans le mix énergétique national (« qu’il s'agisse de biomasse solide, de biocarburants ou de biogaz » précise la loi), « en cohérence avec le Plan régional de la forêt et du bois (PRFB) et les objectifs relatifs à l'énergie et au climat fixés par l'Union européenne ». 
Tel que prévu par la Loi sur la transition énergétique du 17 août 2015, et le décret 2016-1134 du 19 août 2016, et codifié  dans le Code de l'environnement, il doit être construit et élaboré en lien avec la stratégie nationale de mobilisation de la biomasse (SNMB) et dont le processus de rédaction a été lancé le 3 mai 2016, et en tenant compte du contexte économique et du contexte environnemental régional. Le Schéma contiendra un état des lieux (volumes et qualité de biomasse sylvicole, agricole, aquacole à usage non-alimentaire), et des orientations et pistes d'actions pour le développement des filières, respectant la soutenabilité, la multi-fonctionnalité et la hiérarchie des usages. Il sera révisé tous les 6 ans (parallèlement à la Programmation pluriannuelle de l'énergie (PPE). Il devait être produit en 18 mois mais la Stratégie nationale a pris du retard. 
Dans les « zones non interconnectées au réseau métropolitain » ce schéma tiendra lieu de Plan de développement de la biomasse ,,.

## Parties prenantes
Le projet de décret (mai 2016) et le décret citent, outre les collectivités régionales les sept parties prenantes suivantes : filières forêt-bois, agriculture, traitement des déchets, pêche (halieutique), algoculture et aquaculture.
Les ministres signataires du décret seront ceux qui ont en charge l'environnement, l’énergie, la mer, l’agriculture, la forêt, la construction et l’industrie.

## Cadre législatif et réglementaire
La biomasse-énergie (bois-énergie notamment) est depuis les années 1970 régulièrement promue comme source d'énergie à développer. 
En 2005, parmi un ensemble de « dispositions relatives aux biotechnologies » un « coordonnateur interministériel pour la valorisation de la biomasse » a été nommé.
En 2009 la loi Grenelle promeut un remplacement progressif des énergies fossiles par des énergies nouvelles renouvelables (dont la biomasse-énergie)
En 2015, la Loi relative à la Transition Énergétique pour la Croissance Verte (18 août 2015), qui dans art. 197 précise : 
La section 1 du chapitre II du titre II du livre II du code de l'environnement est complétée par un article L. 222-3-1 ainsi rédigé : « Art. L. 222-3-1. - Le représentant de l'État dans la région et le président du conseil régional élaborent conjointement un schéma régional biomasse qui définit, en cohérence avec le plan régional de la forêt et du bois et les objectifs relatifs à l'énergie et au climat fixés par l'Union européenne, des objectifs, dans chaque région, de développement de l'énergie biomasse. 

Ces objectifs tiennent compte de la quantité, de la nature et de l'accessibilité des ressources disponibles ainsi que du tissu économique et industriel présent à l'échelle territoriale définie. Les objectifs incluent les sous-produits et déchets dans une logique d'économie circulaire. 

Le schéma ainsi défini veille à atteindre le bon équilibre régional entre les différents usages du bois, dans le respect de la hiérarchie des usages afin d'optimiser l'utilisation de la ressource dans la lutte contre le changement climatique. 

Le schéma s'appuie notamment sur les travaux de l'Observatoire national des ressources en biomasse.
Opposabilité : La stratégie nationale biomasse (définie par le Code de l'énergie) et le schéma régional n'ont pas de valeurs prescriptives. Ils ne sont donc pas opposables, mais ils apportent des diagnostics du potentiel en termes de ressources énergétiques et des plans d'actions nationaux et régionaux, qui devront tenir compte de la soutenabilité de l'usage énergétique de la biomasse, et donc des autres usages.
Horizons : Le SRB « porte sur les échéances des périodes définies par la programmation pluriannuelle de l'énergie »
L'arrêté 10 mai 2017, établissant le Plan national de réduction des émissions de polluants atmosphérique comprend une mesure intitulée Limiter le brûlage des résidus agricoles (à partir de la campagne 2019-2020). Cet arrêté demande l'" intégration de cette problématique dans les SRB (schémas régionaux biomasse), en complément du développement des techniques et filières alternatives.
Selon la SNMB la mobilisation et valorisation de la biomasse doivent être soutenable, et s'articuler avec les schémas, plans et programmes suivants :
| Périmètre | Dénomination                                                                                                  | Temporalité      |
| --------- | --- | ---------------- |
| National  | Stratégie nationale de mobilisation de la biomasse (SNMB)                                                     | 16 mars 2018     |
| National  | Stratégie nationale bas-carbone (SNBC)                                                                        | novembre 2015    |
| National  | Stratégie nationale de la bioéconomie (SNB)                                                                   | 18 janvier 2017  |
| National  | Programme national de la forêt et du bois Contrat stratégique de la filière bois (CSF Bois)                   | 2016-2026        |
| National  | Stratégie nationale pour la biodiversité                                                                      | 2011-2020        |
| National  | Stratégie nationale de transition vers l'économie circulaire incluant un plan de programmation des ressources | quinquennal      |
| National  | Programmation pluriannuelle de l'énergie (PPE)                                                                | 2016             |
| National  | Plan national d'adaptation au changement climatique n°2 (PNACC-2)                                             | 2018             |
| National  | Programme national de prévention et de gestion des déchets (PNPD)                                             | 2014-2020        |
| Régional  | Schéma régional climat air énergie (SRCAE), désormais intégré dans le SRADDET)                                | (en préparation) |
| Régional  | Programme régionaux forêt-bois (PRFB )                                                                        | (en préparation) |
| Régional  | Plan régional de prévention et de gestion des déchets (PRPGD)                                                 | (en préparation) |

## Modalités d'élaboration
Les premiers SRB sont co-élaborés par le Préfet et le Président de Région en s’appuyant sur un comité d'information et d'orientation regroupant des représentants des principales parties prenantes.
Leur élaboration doit tenir compte de nouveaux documents nationaux de cadrage, d'orientation ou de planification :
- la stratégie nationale de mobilisation de la biomasse, publiée le 26 février 2018 (après avoir intégré l'avis de l'autorité environnementale)[18]  (qu'il décline régionalement) et de diverses stratégies et législations européennes sur le climat et l'énergie, dans la continuité en France de documents tels que les schémas de services collectifs de l'énergie puis des Schémas régionaux climat air énergie (initiés par le Grenelle de l'environnement). 
Il se construira  parallèlement à la stratégie nationale, sous l'égide de l'État et des régions (18 régions ou collectivités territoriales compétentes[19] sont concernées, dont Guadeloupe, Guyane, Martinique, Réunion & Mayotte) et devront être pris en compte par les futures révisions de la Stratégie nationale[20]. Ce schéma utilisera les mêmes unités que celles retenues par la Stratégie nationale de mobilisation de la biomasse (pour chaque catégorie de biomasse)[21] ;
- la Stratégie Nationale Bas Carbone (SNBC)[2] ;
- la Programmation pluriannuelle de l'énergie (PPE)[2].

...et tenir compte :
- du contexte économique régional ;
- du contexte environnemental régional ;
- des « horizons de temps de la PPE (telle que mentionnée à l’article L. 141-1 du code de l'énergie) ainsi que sur les horizons plus lointains mentionnés à l’article L. 100-4 de ce même code » ;
- des contraintes de soutenabilité de la ressource.

## Enjeux, objectifs & orientations
Ce document régional programmatique (d'orientation, de recommandations et de planification) doit viser un développement équilibré et cohérent de filières coexistantes de production et de valorisation énergétique de la biomasse (qui sont parfois concurrentes, car une même biomasse peut être recherchée pour des usages aussi différents que l'alimentaire, les biocarburants, la chimie verte, l'agriculture/élevage, les écomatériaux, les bioénergies, ou des activités cynégétiques, halieutiques ou récréatives...) ; pour une même ressource (bois de forêt ou bocage par exemple). La concurrence peut aussi s'exercer sur un même espace (le foncier agricole et sylvicole tendent à diminuer en Europe amprs qie cette dernière a (en 2008) importé l’équivalent de la production de 35 millions d’hectares et qu'elle affiche d'importants nouveaux besoins de biomasse pour la production de biomolécules, biomatériaux (en plus de la bioénergie). 
Le projet 2016 de SNMB, visait à  :
- développer les ressources en biomasse ;
- mieux les mobiliser et les valoriser (sans les surexploiter) ;
- approvisionner les installations de production d'énergie (la loi cite dans son art. 175 : « appareils de chauffage domestique au bois, chaufferies collectives industrielles et tertiaires et unités de cogénération »);
- améliorer des connaissances des gisements (de biomasse renouvelable) ;
- améliorer le développement de ses usages non-alimentaires ;

... « dans le respect de l'environnement, en permettant une bonne articulation des usages, et en contribuant à l’atténuation du changement climatique ».

## Contenu
Chaque « Schéma régional biomasse » devrait inclure (sous réserve de modifications post-consultation) :
- un « rapport » ;
- un « document d'orientation ».

### Le rapport
Il présente l'état des lieux de la ressource et analyse « dans la région, et en tant que de besoin dans des parties de son territoire, la situation et les politiques susceptibles d’avoir un impact sur la production, la mobilisation et la consommation de biomasse, ainsi que les perspectives d’évolution de cette situation et de ces politiques », avec  :
1. Une estimation « de la production régionale actuelle des grandes catégories de biomasse[25] susceptibles d'avoir un usage énergétique, de la mobilisation actuelle de ces ressources, et de l’utilisation qui en est faite » (usage énergétiques ou non) ;
2. Une mention « des quantités de biomasse susceptible d’avoir un usage énergétique nécessaires pour satisfaire à l’évolution des besoins des filières utilisatrices, énergétiques ou non énergétiques, aux horizons de temps considérés par le schéma » 
Ces quantités sont reprises de la stratégie nationale de mobilisation de la biomasse mentionnée à l’article L.211-8 du code de l’énergie et sont mentionnées dans le rapport comme « élément de contexte » ;
3. Une liste des politiques et des mesures sectorielles régionales (ou infra-régionales) existantes  ayant un impact (direct ou indirect) sur l’évolution des ressources de biomasse non-alimentaire, sur la mobilisation de ces ressources et sur la demande (en biomasse non alimentaire) ;
4. Une évaluation des volumes de biomasse susceptible d’avoir un usage énergétique mobilisables aux horizons temporels du schéma[26], en tenant compte de critères techniques, économiques, environnementaux et sociaux, et notamment des contraintes techniques en matière de transport de la biomasse, la prise en compte des problématiques liées à la desserte forestière s’appuyant sur les schémas d’accès à la ressource forestière prévus par l’article L153-8 du code forestier. 
Cette évaluation devra prendre en compte « toutes les ressources susceptibles d’avoir un usage énergétique »
 Une cartographie régionale de ces volumes accompagne l’évaluation ; elle doit être assez fine pour distinguer l’échelle des EPCI à fiscalité propre.

### Le document d'orientations
Ce document ne vise pas l'exhaustivité et doit être pragmatique ; il doit présenter :
1. Des objectifs quantitatifs de développement et de mobilisation des ressources en biomasse-énergie.
 Ces objectifs visent à satisfaire les besoins des filières énergétiques et non-énergétiques susceptibles de les mobiliser, en veillant  bien articuler les usages possibles de ces ressources. Ces objectifs sont fixés aux horizons de temps considérés par le schéma (2018, 2023, 2030, 2050), avec des trajectoires indicatives de développement. Ces objectifs prennent en compte ceux de la stratégie nationale de mobilisation de la biomasse. Ils seront géographiquement déclinés sur des cartes régionales assez précises pour qu'on y distingue les territoires des établissements publics de coopération intercommunale à fiscalité propre[10]. 
En mai 2016, le projet de décret[10] précise que concernant la biomasse forestière les horizons temporels du schéma biomasse et ses objectifs de mobilisation seront ceux du « Schéma régional de la forêt et du bois ». Le premier schéma régional biomasse « recourt provisoirement à une estimation de ces objectifs en attendant que ce programme soit arrêté »[10]. Pour la valorisation de certains déchets (une partie des biodéchets notamment) en biomasse-énergie, les horizons temporels et les objectifs de mobilisation seront fixés par le Plan régional de prévention et de gestion des déchets[28]. Le premier schéma régional biomasse recourt provisoirement à une estimation de ces objectifs en attendant que ce plan soit arrêté[10].
2. Les politiques et mesures envisagées (régionales ou infra-régionales) pour atteindre ces objectifs, et celles « susceptibles d’avoir un impact sur l’évolution des ressources de biomasse, sur la mobilisation de ces ressources, sur la demande en biomasse ». 
Ces politiques et mesures devront aussi respecter la « multi-fonctionnalité des espaces naturels, notamment agricoles et forestiers ». Elles devront dans le schéma « prendre en compte » :
- les « orientations et recommandations » de la stratégie nationale de mobilisation de la biomasse 
- le programme régional de la forêt et du bois ;
3. un dispositif de suivi : il concerne à la fois les ressources (en biomasse) et la mise en œuvre du schéma, et il associe les parties prenantes. Ses indicateurs « tiennent compte des indicateurs de la stratégie nationale de mobilisation de la biomasse » (SNMB).

## Calendrier, publication, accessibilité du schéma
Si la loi sur la transition énergétique ne donne pas de calendrier précis à l'élaboration de la SNMB, elle veut que le premier schéma soit être validé 18 mois après date de promulgation de la loi . 
Il fera ensuite l'objet d'une évaluation et d'une révision (dans les mêmes conditions que le SRCAE, dont il constitue un volet annexé « Un décret fixe les modalités d’articulation entre les schémas régionaux biomasse et la stratégie nationale de mobilisation de la biomasse mentionnée à l’article L. 211-8 du code de l’énergie. »
Après avoir été adopté, ce Schéma régional biomasse sera à la disposition de tous sur les sites Internet des préfectures et des collectivités ayant co-élaboré leur schéma avec les services de l'État.

## Évaluations
Le SRB, en tant que schéma régional réglementaire fait l'objet d'une évaluation environnementale stratégique (EES), conformément à la transcription dans le droit français de la directive 2001/42/CE  voulant « tous les plans et programmes susceptibles d’avoir des incidences notables sur l’environnement, et qui fixent le cadre de décisions ultérieure d’autorisation d’aménagements et d’ouvrages, doivent faire d’objet d’une évaluation environnementale préalable à leur adoption ». il s'agit de vérifier que le SRB prenne bien en compte tous les enjeux environnementaux à identifier. L’évaluation stratégique environnementale passe généralement par :
- l'intervention d'un évaluateur spécialisé, externe et indépendant ;
- la production d'un rapport environnemental (à soumettre en consultation au public et à l'autorité environnementale ;
- La production d’un avis par cette autorité environnementale, sur la façon dont a été réalisée l’évaluation environnementale et d’autre part sur la prise en compte de l’environnement dans le programme. Cet avis doit ensuite être porté à la connaissance du public.

Une fois le SRB mis en oeuvre, il fait aussi l'objet d'un suivi, incluant ses effets sur l'environnement. La Stratégie nationale de mobilisation de la biomasse en fixe les conditions d'évaluation des orientations et recommandations envisagées.

## Révisions
Ces schémas seront périodiquement révisés, et les révisions de la stratégie nationale Biomasse devront prendre en compte leurs dernières actualisations (dans l’état existant durant la première phase des travaux techniques engagés en vue de cette révision nationale). 
Remarque : un satellite dénommé « Biomass » a été annoncé en 2013 par l'ESA, qui devra permettre des évaluations directes et affinées de la biomasse forestière (hauteur des arbres, évaluation de la biomasse ligneuse et de ses variations annuelles, qui peuvent mettre en évidence des perturbations, des coupes rases...). Les États membres de l'ESA ont en 2015 validé le projet et lancé sa mise en œuvre, pour un lancement qui pourrait avoir lieu en 2020.

## Rappels sur la biomasse-énergie en France
Vers 2010, la biomasse est la seconde source d'énergie renouvelable en France (54,2 % en 2014), devant l'énergie hydraulique (24,3 %), mais le développement des filières diffère beaucoup selon les régions, pour des raisons historiques et de disponibilité en biomasse (La forêt est par exemple inégalement répartie, et les usages dominants du bois varient selon les régions).
En 2009 (hors biocarburants et combustion de déchets urbains) la biomasse a fourni environ 9.6 Mtep, essentiellement via le bois-énergie (9,1 Mtep en bois-énergie dont 6,6 Mtep en bois « domestique »), le biogaz ne comptant que pour 0,5 Mtep environ.
En 2015, selon l'Ademe les capacités installées de la filière biogaz se développent à un « rythme stable » : « 70 nouvelles unités de méthanisation ont été installées en 2015 pour une capacité de 20 MWe. Pour 2016 la prévision est difficile du fait de manque de visibilité sur les tarifs d’achat de l’électricité qui impactent fortement l’équilibre économique des unités »
En 2018 (début mars), en complément du travail de l'Observatoire national de la biomasse, GRDF a signé une convention-cadre avec l'INRA pour encore améliorer les processus et les pratiques de méthanisation, mieux accompagner les agriculteurs (dont en valorisant leurs retours d'expérience (REX), mais aussi mieux caractériser la ressources en biomasse méthanisable, et mieux analyser l’impact de la méthanisation sur l'activité agricole pour simplifier les démarches et optimiser les pratiques. L'INRA va travailler à optimiser le choix des bactéries méthanogènes.

### Textes juridiques
- Décret no 2016-1134 du 19 août 2016  (et Projet de décret) relatif à la stratégie nationale de mobilisation de la biomasse et aux schémas régionaux biomasse], tel que présenté à la consultation publique[36] et à la Commission consultative d'évaluation des normes.
- Prise en compte de la valorisation de la biomasse dans la définition des objectifs assignés à la recherche agronomique et vétérinaire (code rural, art. L. 830-1, via Légifrance)